# 케로큐
케로큐(일본어: ケロQ)는 일본국의 에로게 브랜드다. 모회사는 주식회사 문페이즈.

## 주요 작품

### 케로큐
시나리오 라이터인 스카지의 전개를 표출하는 브랜드.
- 종말의 하늘
- 모에캉
  - 모에카스
- 이종말
- 멋진 나날들[1]

### 마쿠라
- 슈프림 캔디

## 주요 인물

### 일러스트레이터
- 이누카미 카라